# Mount Thompson
Mount Thompson ist ein 1690 m hoher Berg an der Black-Küste des Palmerlands im südlichen Teil der Antarktischen Halbinsel. Er überragt nordwestlich des Lehrke Inlet den zentralen Teil der Eielson-Halbinsel.
Entdeckt wurde er bei der Ronne Antarctic Research Expedition (1947–1948) unter der Leitung des US-amerikanischen Polarforschers Finn Ronne. Dieser benannte den Berg nach Andrew Anderson Thompson Jr. (1922–1969), Geophysiker bei der Forschungsreise.